# 40 Harmonia
40 Harmonia (in italiano 40 Armonia) è un grande asteroide della fascia principale.
Fu scoperto da Hermann Mayer Salomon Goldschmidt il 31 marzo 1856 all'Osservatorio astronomico di Parigi (Francia). Urbain Le Verrier, direttore dell'osservatorio, lo battezzò così in onore di Armonia, la dea greca dell'armonia. Il nome fu scelto per rimarcare la fine della Guerra di Crimea (1853 - 1856): il trattato di pace fu firmato a Parigi il 30 marzo 1856.